# Encyclopédie des Formes Mathématiques Remarquables
Encyclopédie des Formes Mathématiques Remarquables, noto anche come mathcurve.com è un sito in lingua francese dovuto a Robert Ferréol contenente una vasta raccolta di definizioni, formule, figure e animazioni riguardanti oggetti matematici di rilevante impatto visivo e talora di elevato interesse computazionale e applicativo.
I materiali sono ripartiti in cinque sezioni, ciascuna delle quali dedicata a un genere di forma rimarchevole:
- Curve piane - pagina iniziale
- Curve tridimensionali - pagina iniziale
- Superfici - pagina iniziale
- Frattali - pagina iniziale
- Poligoni, poliedri e politopi - pagina iniziale